# Johan Fredrik Malmborg
Johan Fredrik Malmborg, född 5 februari 1779 på Sveaborg, död 6 februari 1817 i Vreta klosters socken, var en svensk militär och tecknare.

## Biografi
Malmborg gick in som sergeant vid Arméns flotta den 29 maj 1790, som elvaåring. Han deltog i strider under Gustav III:s ryska krig, såsom adjutant för vid 11:e kanonslupsdivisionen och därefter vid Fjärde brigaden. Malmborg deltog och var närvarande vid Slaget vid Svensksund den 9-10 juli 1790 för vilket han 1809 erhöll Svensksundsmedaljen. Efter kriget avlade han sjöofficersexamen 1795. Åren 1800–1805 var Malmborg kompaniofficer vid Krigshögskolan i Karlberg. Han blev löjtnant 1801 och kapten 1811. Malmborg tjänstgjorde som informationsofficer vid flottan 1805–1807. Han blev tillfångatagen vid Sveaborg 1808 och var efter frigivningen verksam som arbetschef vid byggandet av Göta kanal. Han adlades 1816. Som konstnär utförde han fartyg och romantiska landskapsbilder i teckning eller akvarell. Under sin fångenskap  1808–1809 utförde han en serie bilder från fängelselivet och topografiska motiv. Malmborg är representerad vid Nationalmuseum och Statens sjöhistoriska museum.
Han var son till överstelöjtnanten Per Adolf Malmborg och Lovisa Fredrika Toll och från 1811 gift med Aurora Henrietta Blomstedt. Han var far till godsägaren Johan Adolf von Malmborg och kaptenen Carl Fredrik von Malmborg samt bror till Otto August Malmborg.

## Utmärkelser
- Svensksundsmedaljen - 7:s storleken, 1809 (för deltagande vid Slaget vid Svensksund 1790)
- Adlad - 23 april 1816